# Интерспецијски односи
Интерспецијски односи (лат. inter – између; лат. species – врста) представљају еколошке (биолошке) односе између различитих врста у екосистему. У њих се убрајају:
- предаторство, које представља односе исхране између предатора и плена којим се предатор храни (нпр. лав и антилопа);
- компетиција за храну, простор, партнера за парење и др.
- коменсализам (симбиоза) је таква врста заједнице у којој сви чланови имају користи (најпознатији пример су лишајеви који представљају заједницу алге и гљиве, где алга обавља фотосинтезу чиме ствара храну, а гљива хифама упија воду);
- аменсализам представља односе у којима једна врста изазива штету другој врсти (нпр. дејство антибиотика које стварају одређени микророрганизми и који убијају друге микроорганизме).
- паразитизам је такав однос у коме једна врста живи на рачун друге (пример за најистакнутије паразите су вируси који само на тај начин могу да живе).

Постоји и други тип односа — тзв. интраспецијски односи (лат. intra – унутар), који представљају односе између јединки и популација у оквиру исте врсте. 
Ови ефекти могу бити краткорочни, попут опрашивања и предације, или дугорочни; оба често снажно утичу на еволуцију укључених врста. Дуготрајна интеракција се назива симбиоза. Симбиозе се крећу од мутуализма, корисне за оба партнера, до конкуренције, штетне за оба партнера. Интеракције могу бити индиректне, преко посредника као што су заједнички ресурси или заједнички непријатељи. Ова врста односа се може приказати нето ефектом заснованим на појединачним ефектима на оба организма који произилазе из односа.

## Историја
Иако су биолошке интеракције, мање-више појединачно, проучаване раније, Едвард Хаскел (1949) је дао интегративни приступ теми, предлажући класификацију „коакција“, коју су биолози касније усвојили као „интеракције“. Блиске и дуготрајне интеракције се описују као симбиоза; симбиоза која је обострано корисна назива се мутуализам.

## Краткорочне интеракције
Краткорочне интеракције, укључујући предацију и опрашивање, изузетно су важне у екологији и еволуцији. Оне су краткотрајне у смислу трајања једне интеракције: грабежљивац убија и једе плен; опрашивач преноси полен са једног цвета на други; али су изузетно истрајне у смислу свог утицаја на еволуцију оба партнера. Као резултат, партнери коеволуирају.

### Предација
У предацији, један организам, предатор, убија и једе други организам, његов плен. Предатори су прилагођени и често високо специјализовани за лов, са акутним чулима као што су вид, слух или мирис. Многе предаторске животиње, кичмењаци и бескичмењаци, имају оштре канџе или чељусти за хватање, убијање и сечење плена. Остале адаптације укључују прикривеност и агресивну мимикрију које побољшавају ефикасност лова. Предација има снажан селективни ефекат на плен, што га доводи до тога да развије адаптације против предатора као што су боја упозорења, позиви на узбуну и други сигнали, камуфлаже и одбрамбене стратегије и хемикалије. Предаторство је било главни покретач еволуције барем од камбријског периода.

### Опрашивање
Приликом опрашивања, опрашивачи укључујући инсекте (ентомофилија), неке птице (орнитофилија) и неки слепи мишеви, преносе полен са мушког дела цвета на женски део цвета, омогућавајући оплодњу, у замену за награду полен или нектар. Партнери су еволуирали кроз геолошко време; у случају инсеката и цветних биљака, коеволуција се наставља преко 100 милиона година. Цветови које опрашују инсекти прилагођени су обликованим структурама, јарким бојама, шарама, мирисом, нектаром и лепљивим поленом да привуку инсекте, усмере их да покупе и одложе полен и награде их за услугу. Инсекти опрашивачи попут пчела су прилагођени да детектују цвеће по боји, шари и мирису, да сакупљају и транспортују полен (као што су чекиње обликоване тако да формирају корпе за полен на задњим ногама) и да сакупљају и прерађују нектар (у случају медоносне пчеле, прављење и складиштење меда). Адаптације на свакој страни интеракције одговарају адаптацијама на другој страни и обликоване су природном селекцијом на основу њихове ефикасности опрашивања.

### Ширење семена
Ширење семена је кретање, ширење или транспорт семена даље од матичне биљке. Биљке имају ограничену покретљивост и ослањају се на разне векторе распршивања за транспорт својих пропагула, укључујући и абиотичке векторе као што је ветар и живе (биотичке) векторе попут птица. Семе се може распршити од матичне биљке појединачно или заједно, као и распршено у простору и времену. Обрасци ширења семена су великим делом детерминисани механизмом дисперзије и то има важне импликације на демографску и генетску структуру биљних популација, као и на миграционе обрасце и интеракције врста. Постоји пет главних начина ширења семена: гравитација, ветар, балистички, вода и животињама. Неке биљке су серотинозне и само распршују своје семе као одговор на стимуланс из околине. Расипање укључује пуштање или одвајање дијаспоре од главне матичне биљке.

## Симбиоза: дуготрајне интеракције
Шест могућих типова симбиозе су мутуализам, комензализам, паразитизам, неутрализам, аменсализам и компетиција. Оне се разликују по степену користи или штете коју наносе сваком партнеру.

### Мутуализам
Мутуализам је интеракција између две или више врста, при чему врсте имају заједничку корист, на пример повећану носивост. Сличне интеракције унутар врсте познате су као сарадња. Мутуализам се може класификовати у смислу блискости удруживања, а најприснија је симбиоза, која се често меша са мутуализмом. Једна или обе врсте укључене у интеракцију могу бити облигаторне, што значи да не могу преживети краткорочно или дугорочно без друге врсте. Иако је мутуализам историјски добијао мање пажње од других интеракција као што је предација, он је важан предмет у екологији. Примери укључују симбиозу чишћења, цревну флору, Милерову мимикрију и фиксацију азота бактеријама у коренским нодулама махунарки.

### Коменсализам
Коменсализам користи једном организму, а други организам нема користи нити штете. Јавља се када један организам има користи од интеракције са другим организмом на који организам домаћина не утиче. Добар пример је ремора која живи са морским кравом. Реморе се хране фекалијама морских крава. Ова интеракција не утиче на морске краве, пошто ремора не исцрпљује њихове ресурсе.

### Паразитизам
Паразитизам је однос између врста, где један организам, паразит, живи на или у другом организму, домаћину, наносећи му неку штету, и структурно је прилагођен овом начину живота. Паразит се или храни домаћином, или, у случају цревних паразита, поједе део његове хране.

### Неутрализам
Неутрализам (израз који је увео Јуџин Одум) описује однос између две врсте које су у интеракцији, али не утичу једна на другу. Примере истинског неутрализма је практично немогуће доказати; термин се у пракси користи да опише ситуације у којима су интеракције занемарљиве или безначајне.

### Аменсализам
Аменсализам (израз који је увео Хаскел) је интеракција у којој организам наноси штету другом организму без икаквих трошкова или користи које сам прими. Аменсализам описује нежељени ефекат који један организам има на други организам (слика 32.1). Ово је једносмерни процес заснован на ослобађању специфичног једињења од стране једног организма које негативно утиче на други. Класичан пример аменсализма је микробна производња антибиотика који могу инхибирати или убити друге, осетљиве микроорганизме.
Јасан случај аменсализма је када овце или говеда газе траву. Док присуство траве изазива занемарљиве штетне ефекте на копито животиње, трава пати од гњечења. Аменсализам се често користи за описивање изразито асиметричних компетитивних интеракција, као што је примећено између шпанског козорога и жижака из рода Timarcha који се хране истом врстом грмља. Док присуство жижака готово да нема утицаја на доступност хране, присуство козорога има огроман штетан утицај на бројност жижака, јер они конзумирају значајне количине биљне материје и успутно гутају жижаке на њој.

### Конкуренција
Конкуренција се може дефинисати као интеракција између организама или врста, у којој се способност једног смањује присуством другог. Конкуренција је често за ресурсе као што су храна, вода или територија у ограниченој понуди, или за приступ женкама за репродукцију. Такмичење међу припадницима исте врсте познато је као интраспецифична компетиција, док је такмичење између јединки различитих врста познато као интерспецифична компетиција. Према принципу компетитивног искључивања, врсте које су мање погодне да се такмиче за ресурсе треба да се прилагоде или да изумру. Према еволуционој теорији, ово такмичење унутар и између врста за ресурсе игра кључну улогу у природној селекцији.